# Don Alvarado
«  Don Page (acteur) » redirige ici. Pour les autres significations, voir Don Page (homonymie).
Don Alvarado ou Don Page est un acteur, assistant-réalisateur et directeur de production américain né le 4 novembre 1904 à Albuquerque et mort le 31 mars 1967 à Hollywood.

## Filmographie partielle

### Comme assistant-réalisateur
- 1939 : En surveillance spéciale (Invisible Stripes de Lloyd Bacon
- 1940 : Knute Rockne, All American de Lloyd Bacon
- 1950 : Pilote du diable de Stuart Heisler
- 1950 : La Ménagerie de verre d'Irving Rapper
- 1950 : Le Grand Assaut (en) (Breakthrough) de Lewis Seiler
- 1951 : Close to My Heart de William Keighley
- 1951 : Sugarfoot d'Edwin L. Marin
- 1951 : Un tramway nommé Désir d'Elia Kazan
- 1953 : La Loi du silence d'Alfred Hitchcock
- 1953 : Le Souffle sauvage d'Hugo Fregonese
- 1955 : À l'est d'Eden d'Elia Kazan
- 1955 : La Fureur de vivre de Nicholas Ray
- 1956 : La Loi des gangs (The Steel Jungle) de Walter Doniger
- 1957 : L'Histoire de l'humanité (The Story of Mankind) d'Irwin Allen
- 1958 : La Fureur d'aimer (Marjorie Morningstar) d'Irving Rapper
- 1958 : Le Vieil Homme et la Mer de John Sturges
- 1958 : Ma tante (Auntie Mame) de Morton DaCosta

### Comme acteur
- 1925 : The Spaniard de Raoul Walsh : un matador
- 1925 : The Wife Who Wasn't Wanted de James Flood : Theo
- 1925 : Matador (The Spaniard) de Raoul Walsh : un torero
- 1925 : Satan in Sables de James Flood : Étudiant
- 1925 : Pleasure Buyers de Chester Withey : Tommy Wiswell
- 1926 : His Jazz Bride (en) de Herman C. Raymaker
- 1926 : The Night Cry de Herman C. Raymaker : Pedro
- 1926 : A Hero of the Big Snows : Ed Nolan
- 1927 : The Monkey Talks de Raoul Walsh : Sam Wick
- 1927 : The Loves of Carmen de Raoul Walsh : Jose
- 1927 : Breakfast at Sunrise (en) de Malcolm St. Clair : Lussan
- 1928 : Drums of Love de D. W. Griffith : Count Leonardo de Alvia
- 1928 : Le château de sable (en) (No Other Woman) de Lou Tellegen : Maurice
- 1928 : The Scarlet Lady (en) d'Alan Crosland : Prinncee Nicholas
- 1928 : L'Éternel Problème (The Battle of the Sexes) de D. W. Griffith : Babe Winsor
- 1928 : Driftwood de Christy Cabanne : Jim Curtis
- 1928 : The Apache de Phil Rosen : Pierre Dumont
- 1929 : Le Pont du roi Saint-Louis (The Bridge of San Luis Rey) de Charles Brabin : Manuel
- 1929 : Rio Rita de Luther Reed : Roberto Ferguson
- 1930 : To oneiron tou glyptou de Lou Tellegen
- 1930 : Forever Yours
- 1930 : Un fotógrafo distraído de Xavier Cugat
- 1930 : The Bad One de George Fitzmaurice : The Spaniard
- 1930 : Estrellados (en) de Salvador de Alberich et Edward Sedgwick : Larry Mitchell
- 1930 : Captain Thunder d'Alan Crosland : Juan Sebastian
- 1931 : Beau Ideal d'Herbert Brenon : Ramon Gonzales
- 1932 : Lady with a Past (en) d'Edward H. Griffith : Carlos Santiagos
- 1932 : Westward Passage de Robert Milton : comte Felipe DeLatorie
- 1932 : Bachelor's Affairs d'Alfred L. Werker : Ramon Alvarez
- 1932 : Contrabando (de) d'Alberto Mendez Bernal
- 1932 : The King Murder de Richard Thorpe : Jose Moreno
- 1933 : Contraband de Raymond Wells
- 1933 : Black Beauty de Phil Rosen : Renaldo
- 1933 : Gloire éphémère (Morning Glory) de Lowell Sherman : Pepi Velez
- 1933 : Under Secret Orders de Sam Newfield : Don Frederico
- 1933 : Red Wagon (en) de Paul Ludwig Stein : Davey Heron
- 1933 : On Secret Service (en) d'Arthur B. Woods : Conte Valenti
- 1934 : No Sleep on the Deep de Charles Lamont : Prince Enrico
- 1934 : A Demon for Trouble (en) de Robert F. Hill : Gallindo
- 1934 : Once to Every Bachelor de William Nigh : Rocco
- 1934 : La Cucaracha de Lloyd Corrigan : Pancho
- 1935 : La Femme et le Pantin de Josef von Sternberg : Morenito
- 1935 : Je vis pour aimer (I Live for Love) de Busby Berkeley : Rico Cesaro
- 1935 : Rosa de Francia de José López Rubio et Gordon Wiles : El marqués de Magny
- 1936 : Rose of the Rancho de Marion Gering : Don Luis Espinosa
- 1936 : Federal Agent de Sam Newfield : Armand Recard
- 1936 : Rio Grande Romance de Robert F. Hill : Jack Carter
- 1937 : Nobody's Baby de Gus Meins : Tony Cortez
- 1937 : The Lady Escapes (en) d'Eugene Forde : Antonio
- 1937 : Aventure en Espagne (Love Under Fire) de George Marshall : Lt. Cabana
- 1938 : Rose of the Rio Grande de William Nigh : Don Jose del Torre
- 1940 : Une nuit sous les tropiques d'A. Edward Sutherland : Rodolfo
- 1949 : Ça commence à Vera Cruz de Don Siegel : Lt. Ruiz